# Decay (2015)
Decay is een Amerikaanse psychologische thriller uit 2015, geschreven en geregisseerd door Joseph Wartnerchaney. De film vertelt het verhaal van een getroebleerde man van middelbare leeftijd die verliefd wordt op een lijk.

## Verhaal
Jonathan (Rob Zabrecky), een manusje-van-alles in een lokaal attractiepark, is een man van middelbare leeftijd die lijdt aan een slopende vorm van OCS. Op een dag wordt zijn dagelijkse routine verstoord door een onverwachte bezoeker in zijn kelder: een mooie jonge vrouw die, door een schokkende wending van gebeurtenissen, sterft. Jonathan raakt in paniek en besluit het overlijden niet te melden. Hij is blij met zijn nieuwe vriendin, totdat de politie hem op het spoor komt en zowel zijn geest als het lijk van het meisje beginnen te ontbinden.

## Rolverdeling
| Acteur         | Personage        |
| -------------- | ---------------- |
| Rob Zabrecky   | Jonathan         |
| Lisa Howard    | Mother           |
| Elisha Yaffe   | Work Friend      |
| Jackie Hoffman | Neighbour        |
| Hannah Barron  | Katlyn           |
| Reese Ehlinge  | Young Jonathan   |
| Whitney Hayes  | Trish            |
| Jason Knauf    | Detective Bishop |

## Productie en release
Decay werd gedraaid in 2013 in de wijk Mission Viejo in Aurora en in het Elitch Gardens Theme Park in Denver. De film zou naar verluidt op een waargebeurd verhaal gebaseerd zijn.
De film ging in première in 2015 op het Denver Film Festival.

## Prijzen
- 2015 - Denver Film Festival: winnaar van de "True Grit Award"[1][6][7]